# 大野敏明
大野 敏明（おおの としあき、1951年 - ）は、日本の文筆家、産経新聞元編集委員。

## 来歴
東京都生まれ。東京都立秋川高等学校を経て、学習院大学法学部卒業。防衛研究所一般課程修了。
産経新聞社へ入社し、社会部次長、特集部長、大阪本社文化部長、千葉総局長、東京本社編集長。
東京医科歯科大学講師、拓殖大学客員教授、亜細亜大学講師、国際医療福祉大学講師を務めた。現在、日工組社会安全研究財団評議員。

## 著書
- 『知って合点江戸ことば』文春新書、2000
- 『生き腐れる国との訣別』（木村才蔵のペンネーム）展転社、2001
- 『日本語と韓国語』文春新書、2002
- 『歴史ドラマの大ウソ』産経新聞出版、2010
- 『新選組敗者の歴史はどう歪められたのか 幕末維新のねじまげられた真実』実業之日本社 じっぴコンパクト新書、2011
- 『坂本龍馬は笑わなかった ここが違う!歴史ドラマの中の日本人』産経新聞出版、2012
- 『日本人なら知っておきたい家紋と名家のいわれ』じっぴコンパクト新書、2012
- 『日本人なら知っておきたい名字のいわれ・成り立ち』じっぴコンパクト新書、2012
- 『切腹の日本史』じっぴコンパクト新書、2013
- 『日本人なら知っておきたい名前の由来、名付けのいわれ』じっぴコンパクト新書、2013
- 『西郷隆盛の首を発見した男』文春新書、2014
- 『硯滴　大野敏明詩歌集』フジサンケイビジネスアイ、2015
- 『詳説　世界の漢字音』慧文社、2017
- 『不都合な日本語』展転社、2017
- 『軍歌と日本人』産経新聞出版、2019、産経NF文庫、2021
- 『産経新聞風雲録』マガジンランド、2020
- 『だれも知らない オチのある話』グローバル教育出版、2022
- 『新・不都合な日本語』展転社、2024

共著
- 『戦後史開封』全3巻、産経新聞社、1995、扶桑社文庫 全6冊 1999
- 『古今各国「漢字音」対照辞典』増田弘共著 慧文社、2006

## 参考
- [ISBN　978-4-408-11002-8]